# 中央 (会津若松市)
中央（ちゅうおう）は、福島県会津若松市の町。中央一丁目、中央二丁目、中央三丁目によって構成される。郵便番号は965-0037。

## 概要
会津若松市街地の中部 - 北部に位置しており、中央通り東側、神明通り北部東側の地域を町域とする。前述のように町域西側を幹線道路、中央通り、神明通り（それぞれ国道118号、国道121号、国道401号に指定）が通っている。神明通りはアーケードなどを備えた商店街になっており、その北に続く中央通り沿いにも商業施設が立ち並ぶ。
町名は、町域の西側を中央通りが通っていることによる。

## 地理
会津盆地南東部に位置する会津地方の中心都市、会津若松市の北西部に位置する。周辺の地域とともに阿賀川の支流、湯川、溷川やその支流により形成された扇状地上に発達した会津若松市街地の一部である。東は馬場町、馬場本町、昭和町、蚕養町、西は大町（大町一丁目、大町二丁目）、駅前町、南は栄町、北は白虎町に接する南北に細長い町で、南側から順に中央一丁目、中央二丁目、中央三丁目がある。

## 世帯数と人口
2017年（平成29年）8月1日現在の世帯数と人口は以下の通りである。
| 丁目       | 世帯数  | 人口    |
| ---------- | ------- | ------- |
| 中央一丁目 | 146世帯 | 324人   |
| 中央二丁目 | 131世帯 | 263人   |
| 中央三丁目 | 241世帯 | 533人   |
| 計         | 518世帯 | 1,120人 |

## 歴史

### 近世

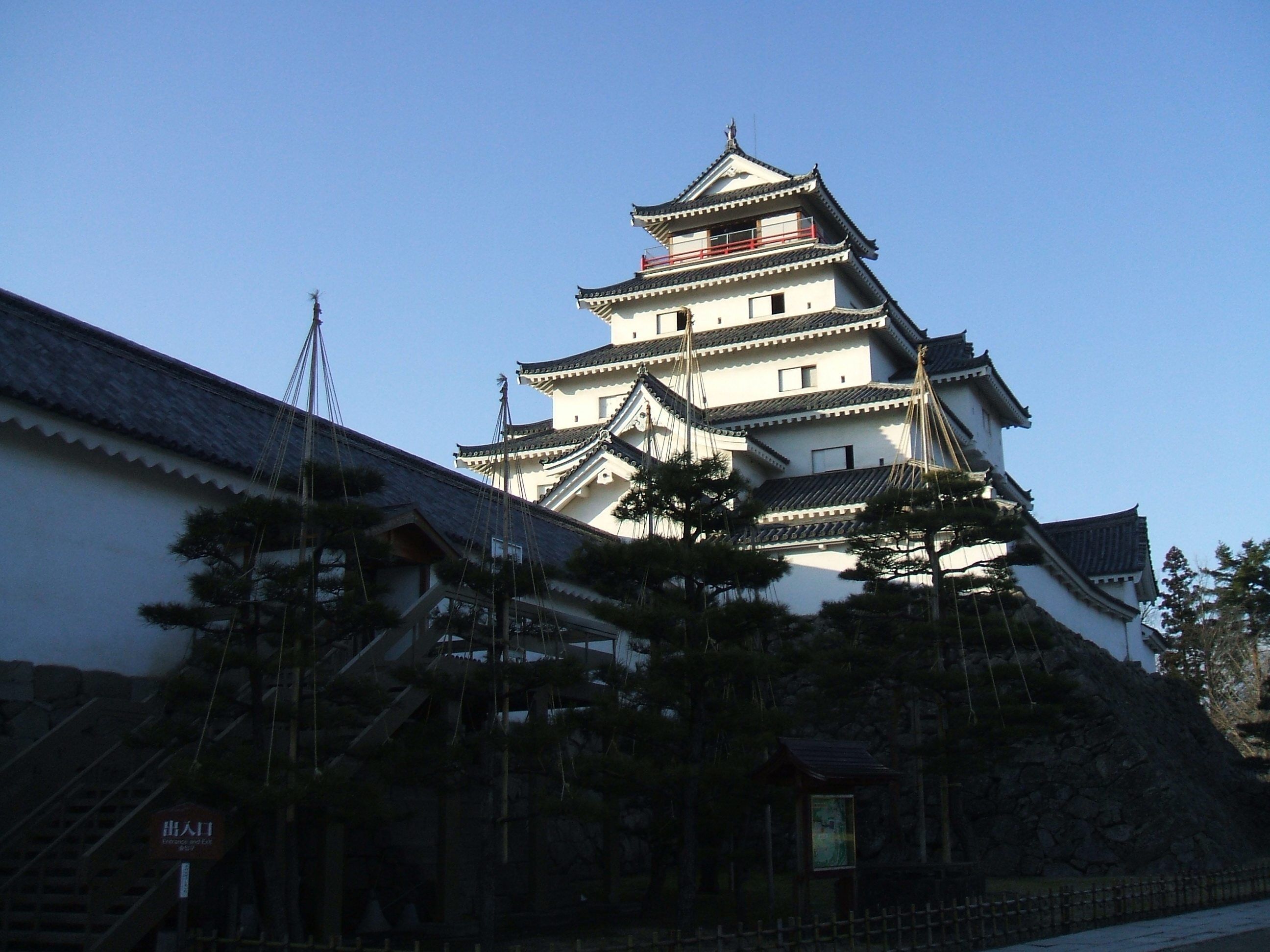
現在の若松城（鶴ヶ城）

江戸時代、会津藩によって周辺の地域が治められていたが、現在の中央周辺に中央という地名はなく、'大町、馬場町、千軒道（せんげんみち）など、若松城（鶴ヶ城）城下の一部だった。

#### 各町の概要

##### 大町
大町は若松城下の城郭外北部、当時の上町に属する町で、大町口の郭門から北方向に向かう幅4間あまりの通りであった。傍出町として一之町、二之町、三之町、四之町、道場小路町（加えて、大町竪丁、馬場立丁なども見られている）があったとされ、大町のうち五之町から北を大町名子屋町といったとされる。大町は蒲生氏郷により治められていた文禄元年に移転されており、それ以前には若松城郭内にあったが、若松城郭外に移されたとされている。大町は、当時の若松城下において商業の中心地で、刀鍛冶、荒物屋、茶屋、油屋、絹布屋などをはじめとする店があったほか、通りは若松城下の中心的な通りとして賑わった。

##### 馬場町
馬場町は若松城下の城郭外北部、当時の上町に属する町で、馬場町口の郭門から北に向かう幅5間あまりの通りであった。傍出町として一之町、二之町、三之町、四之町、五之町があったとされ、馬場町のうち五之町から北を馬場名子屋町といったとされる。馬場町は大町に同じく、蒲生氏郷により治められていた文禄元年に移転されており、それ以前には若松城郭内（本一之丁にあった馬場に続く町であったとされる）にあったが、若松城郭外に移されたとされている。馬場町は、大町と並んで当時の若松城下において商業の中心地で、塗職人をはじめとする職人などが住んでいたとされる。また、1と8の日には六斎市も立っていたとされている。

##### 千軒道
千軒道（せんげんみち）は若松城下の城郭外北部、当時の上町に属する町で、大町、馬場町の北側に位置していた。千軒道、木戸千軒道、紫雲寺前通などの地名があり、浄土宗の浄国寺、清林寺、定善寺、真宗の蓮華寺、本光寺、福証寺、満福寺、曹洞宗の紫雲寺があった。これらの寺院はそれぞれ城郭郭外の造営の際、城郭郭内から移転したものが多いとされているほか、当町の地名はかつて周辺に千軒の家があったことによるとされている。

### 近代
明治時代に入ると、江戸時代からの若松城下の町は再編され、大町は大町一之町、大町二之町、大町三之町、大町四之町、大町竪町、大町二之竪、大町三四之竪、大町原之町、大町名子屋町に、馬場町は馬場上一之町、馬場上二之町、馬場上三之町、馬場上四之町、馬場上五之町、馬場下一之町、馬場下二之町、馬場下三之町、馬場下四之町、馬場下五之町、馬場一之竪町、馬場二之竪町、馬場三之竪町、馬場四之竪町、馬場名子屋町になった。そのほか、後に中央の一部となる甲賀町でも千軒道の一部を編入し、町域が変更された。また、これらの町名は、1889年（明治22年）まで若松を冠称していた。その後、1889年（明治22年）に町村制の施行によりこれらの町は若松町の町となり、1899年（明治32年）には若松町の市制施行により若松市の町名となった。

### 現代

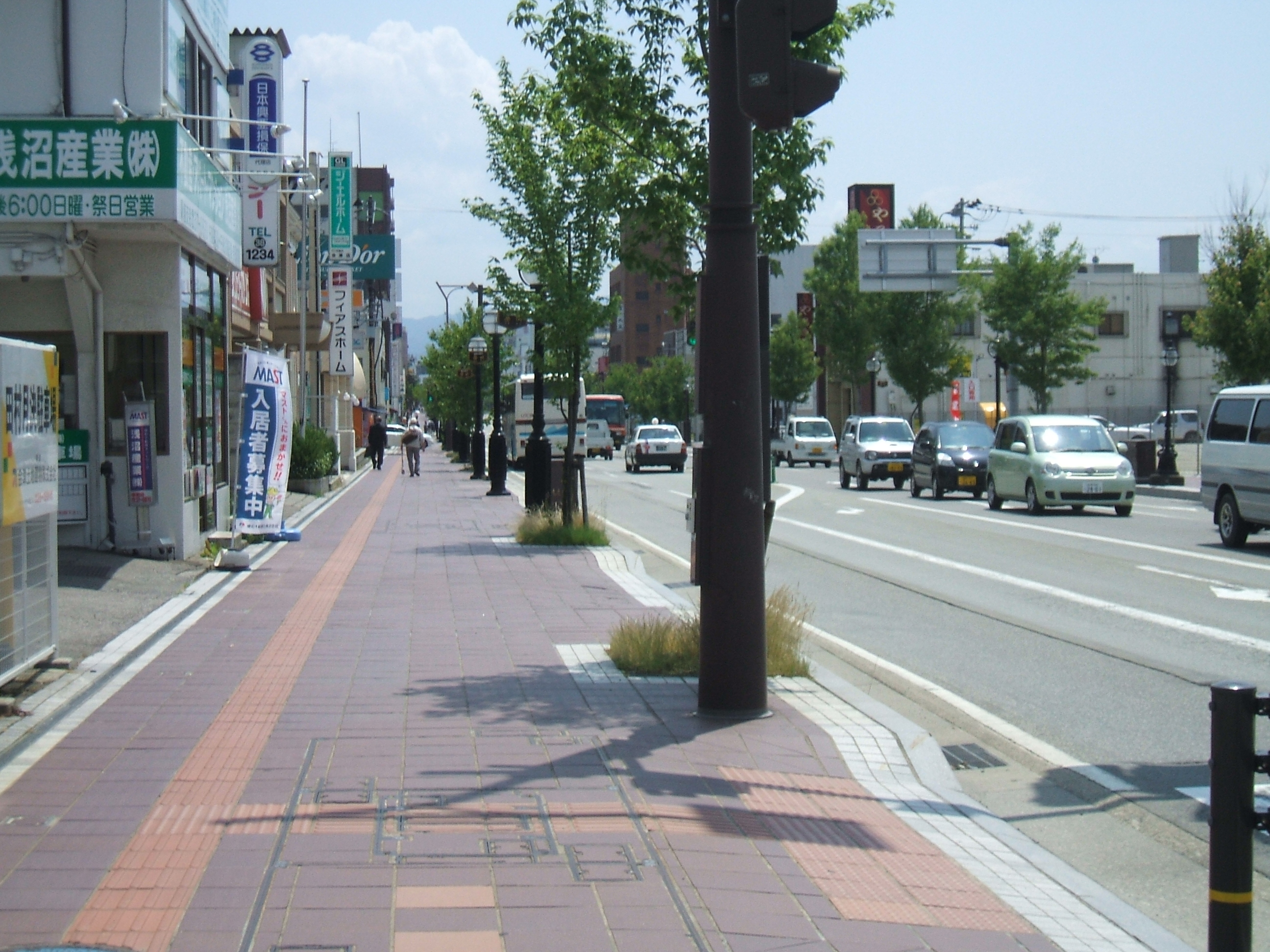
中央通り、大町土地区画整理事業により誕生した

1944年（昭和19年）の神明通り開通、1951年（昭和26年）の若松市による町北村を編入などを経て、1955年（昭和30年）には当時の若松市と高野村、一箕村、神指村、門田村、東山村、大戸村、湊村が合併し、会津若松市となる。これより、以後大町一之町、馬場上一之町など周辺の町は同市の町となる。その後、1960年代に入ると会津若松市の住居表示が実施される。これにより、1967年（昭和42年）には大町（大町一丁目、大町二丁目）などが誕生したが、1960年代に中央という町名の町が周辺に誕生することは無かった。その後、土地区画整理法の規定にしたがって大町土地区画整理事業が行われる。これは、旧来の大町二之町、大町三之町、大町四之町、馬場下五之町などの地域を対象にしており、中央通り、公園、下水道などをそれぞれ整備した。そして、1982年（昭和57年）に旧来の馬場下一之町、馬場下二之町、馬場下三之町、馬場下四之町、馬場一之竪町、馬場二之竪町、馬場三之竪町、馬場四之竪町、馬場名子屋町に加えて、大町一之町、大町二之町、大町三之町、大町四之町、大町名子屋町、馬場下五之町、甲賀町、白虎町、町北町大字石堂、一箕町大字上蚕養のそれぞれ一部により、中央一丁目、中央二丁目、中央三丁目が成立した。
中央の成立後、町域西部を通る中央通り、神明通り付近の商業地を中心に商業が発展する。しかし、近年は神明通り商店街などで空洞化が進んでおり、これらの地域では中心市街地活性化を図る動きが見られる。神明通りでは、ベンチ等の設置、イルミネーションの実施などが行われている。また、町域内の一部では、マンションなどの高層建築物が立つ。

## 町名の変遷
| 実施後     | 実施年月日                | 実施前                   |
| ---------- | ------------------------- | ------------------------ |
| 中央一丁目 | 1982年（昭和57年）2月28日 | 大町一之町（一部）       |
| 中央一丁目 | 1982年（昭和57年）2月28日 | 大町二之町（一部）       |
| 中央一丁目 | 1982年（昭和57年）2月28日 | 大町三之町（一部）       |
| 中央一丁目 | 1982年（昭和57年）2月28日 | 大町四之町（一部）       |
| 中央一丁目 | 1982年（昭和57年）2月28日 | 馬場下一之町（一部）     |
| 中央一丁目 | 1982年（昭和57年）2月28日 | 馬場下二之町（一部）     |
| 中央一丁目 | 1982年（昭和57年）2月28日 | 馬場下三之町（一部）     |
| 中央一丁目 | 1982年（昭和57年）2月28日 | 馬場下四之町（一部）     |
| 中央一丁目 | 1982年（昭和57年）2月28日 | 馬場下五之町（一部）     |
| 中央一丁目 | 1982年（昭和57年）2月28日 | 馬場一之竪町（一部）     |
| 中央一丁目 | 1982年（昭和57年）2月28日 | 馬場二之竪町（一部）     |
| 中央一丁目 | 1982年（昭和57年）2月28日 | 馬場三之竪町（一部）     |
| 中央一丁目 | 1982年（昭和57年）2月28日 | 馬場四之竪町（一部）     |
| 中央一丁目 | 1982年（昭和57年）2月28日 | 馬場名子屋町（一部）     |
| 中央一丁目 | 1982年（昭和57年）2月28日 | 町北町大字石堂（一部）   |
| 中央二丁目 | 1982年（昭和57年）2月28日 | 大町名子屋町（一部）     |
| 中央二丁目 | 1982年（昭和57年）2月28日 | 馬場下一之町（一部）     |
| 中央二丁目 | 1982年（昭和57年）2月28日 | 馬場下二之町（一部）     |
| 中央二丁目 | 1982年（昭和57年）2月28日 | 馬場下三之町（一部）     |
| 中央二丁目 | 1982年（昭和57年）2月28日 | 馬場下四之町（一部）     |
| 中央二丁目 | 1982年（昭和57年）2月28日 | 馬場下五之町（一部）     |
| 中央二丁目 | 1982年（昭和57年）2月28日 | 馬場一之竪町（一部）     |
| 中央二丁目 | 1982年（昭和57年）2月28日 | 馬場二之竪町（一部）     |
| 中央二丁目 | 1982年（昭和57年）2月28日 | 馬場三之竪町（一部）     |
| 中央二丁目 | 1982年（昭和57年）2月28日 | 馬場四之竪町（一部）     |
| 中央二丁目 | 1982年（昭和57年）2月28日 | 馬場名子屋町（一部）     |
| 中央二丁目 | 1982年（昭和57年）2月28日 | 町北町大字石堂（一部）   |
| 中央三丁目 | 1982年（昭和57年）2月28日 | 甲賀町（一部）           |
| 中央三丁目 | 1982年（昭和57年）2月28日 | 馬場下一之町（一部）     |
| 中央三丁目 | 1982年（昭和57年）2月28日 | 馬場下二之町（一部）     |
| 中央三丁目 | 1982年（昭和57年）2月28日 | 馬場下三之町（一部）     |
| 中央三丁目 | 1982年（昭和57年）2月28日 | 馬場下四之町（一部）     |
| 中央三丁目 | 1982年（昭和57年）2月28日 | 馬場下五之町（一部）     |
| 中央三丁目 | 1982年（昭和57年）2月28日 | 馬場一之竪町（一部）     |
| 中央三丁目 | 1982年（昭和57年）2月28日 | 馬場二之竪町（一部）     |
| 中央三丁目 | 1982年（昭和57年）2月28日 | 馬場三之竪町（一部）     |
| 中央三丁目 | 1982年（昭和57年）2月28日 | 馬場四之竪町（一部）     |
| 中央三丁目 | 1982年（昭和57年）2月28日 | 馬場名子屋町（一部）     |
| 中央三丁目 | 1982年（昭和57年）2月28日 | 白虎町（一部）           |
| 中央三丁目 | 1982年（昭和57年）2月28日 | 町北町大字石堂（一部）   |
| 中央三丁目 | 1982年（昭和57年）2月28日 | 一箕町大字上蚕養（一部） |

## 交通

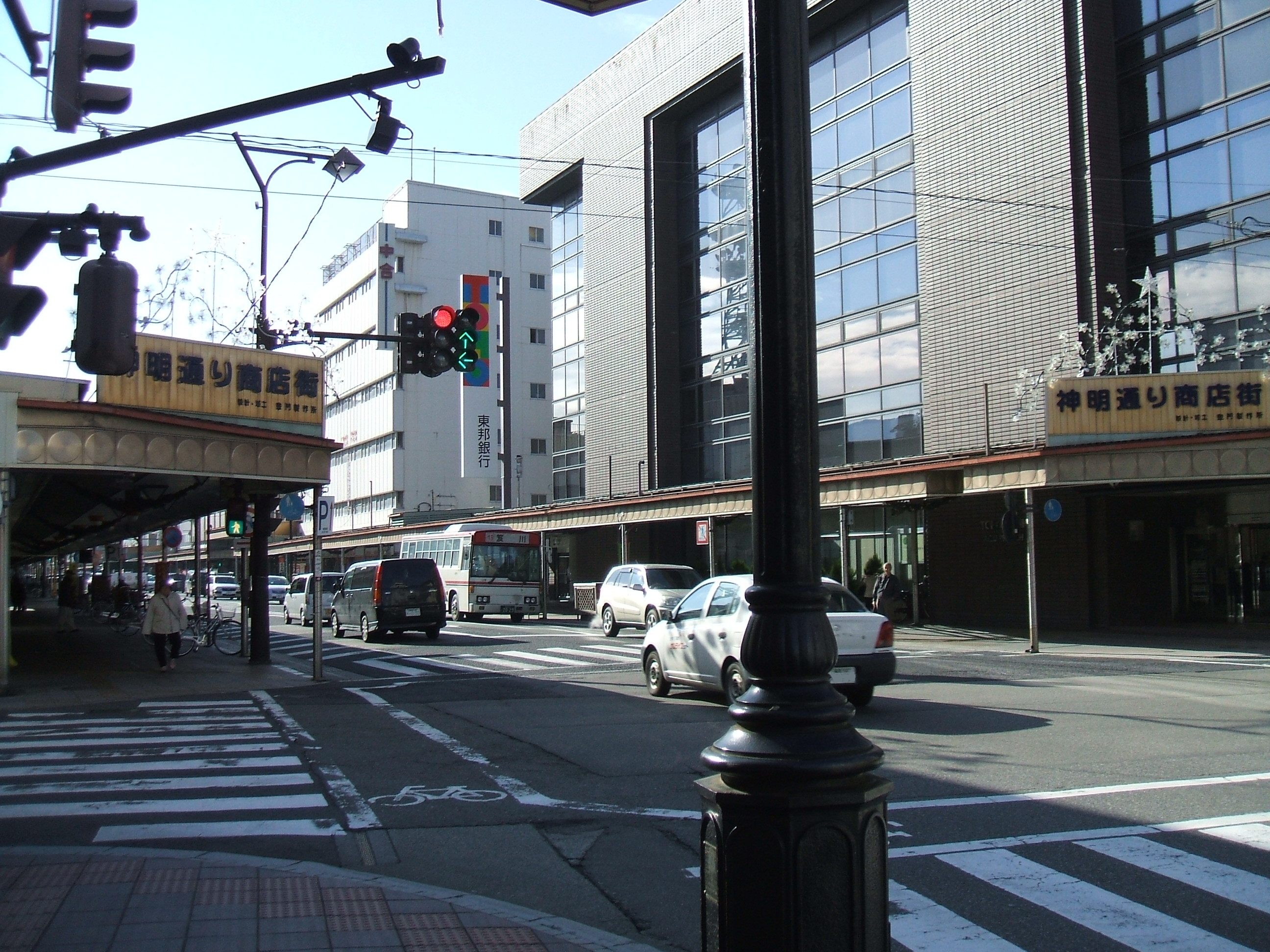
町域西部を通る神明通りの様子

### バス
町域西部の神明通り、中央通りで会津乗合自動車によるバスが運行されている。

#### 系統
- 市内3コース
- 市内4コース
- 市内5コース
- 市内6コース
- 鶴ヶ城・飯盛山線
- 芦の牧線
- 原長谷川線
- ハイカラさん
- あかべぇ

- 塩川・喜多方線
- 熊倉・喜多方線
- 笈川線
- 永井野線
- 年貢町経由永井野線
- 新鶴線
- 本郷線
- リズム線

### 道路
- 国道118号
- 国道121号
- 国道401号
  - 国道121号、国道401号は国道118号との重複指定
- 福島県道325号湯川大町線

#### 通り
- 中央通り
- 神明通り
- 白虎通り

## 施設
- 会津若松郵便局
- 会津若松市消防本部
- 若松第一幼稚園
- グリーンホテル会津
- 大町中央公園
- リオン・ドール駅前店（住所上は中央3丁目）
- 会津東宝（映画館：2012年6月閉館）
- カワチ薬品会津若松中央店
- AIZUビューティーカレッジ
- みずほ銀行会津支店
- 会津商工信用組合本部

## 神社、寺院、史跡など
- 本光寺
- 満福寺
- 紫雲寺
- 高巌寺
- 福證寺